# ماساهیرو کوبایاشی (کارگردان)
ماساهیرو کوبایاشی (انگلیسی: Masahiro Kobayashi; ۶ ژانویهٔ ۱۹۵۴ – ۲۰ اوت ۲۰۲۲) کارگردان فیلم اهل ژاپن بود.